# Giedrius (Giedraičiai)
Pour les articles homonymes, voir Giedrius.
Giedrius (en polonais : Gedrus, en russe et biélorusse : Гедриус) (1260–1282) est le nom d'une personnalité historique et légendaire, frère du Grand-duc de Lituanie Traidenis.
Les deuxième et troisième éditions de la Chronique lituanienne racontent que Giedrius, un frère du Grand-duc Traidenis de Lituanie (fin du XIIIe siècle), fait construire un château, le nomme « Giedraičiai » et adopte le titre de Prince de Giedraičiai.
Selon une légende locale, le Duc Giedrius est le fondateur du village de Giedraičiai. Pendant longtemps, ce lieu mentionné pour la première fois dans les sources écrites en 1338 à l'occasion du traité de paix signé entre le Grand-duc Gediminas et les Chevaliers teutoniques, est le fief de la famille Giedraitis.